# Boardwalk Hall
Il Boardwalk Hall, formalmente conosciuto come Historic Atlantic City Convention Hall, è un'arena di Atlantic City (New Jersey), negli Stati Uniti. È stato il principale centro convegni di Atlantic City sino all'apertura dell'Atlantic City Convention Center nel 1997. È stato dichiarato National Historic Landmark dal governo degli Stati Uniti nel 1987.
La sala ospita il più grande organo a canne del mondo, per numero di canne (oltre 33.000). Costruito dalla Midmer Losh Organ Company tra il 1929 e il 1932, è costato circa 347.000 dollari.